# Pau Tendero
Pau Tendero Salom (Palma de Mallorca, 29 de enero de 2002) es un jugador de baloncesto español que actualmente milita en el Fibwi Palma de la Liga LEB Plata.

## Trayectoria
Formado en las categorías inferiores del Bahía San Agustín, fue reclutado por el FC Barcelona en 2016 para formar parte de su cantera.
Con el FC Barcelona fue subcampeón de España de Clubes en la temporada 2016/17 y en la temporada 2018/19 y fue subcampeón de Europa U16 con la selección española en 2018.
En diciembre de 2018, tras un parón de varios meses por una peritonitis, debuta en LEB Oro con el FC Barcelona B frente el Real Betis, jugando un total de 7 minutos. En la temporada 2019/20, debuta en LEB Plata, manteniéndose en dinámica hasta el inicio de la pandemia. En diciembre fue Quinteto Ideal del Adidas Next Generation en Valencia.
En la temporada 2020-21, el jugador forma parte del Fútbol Club Barcelona "B" que milita la Liga LEB Plata.
El 6 de agosto de 2021, Pau firma por el UCAM Murcia CB de Liga Endesa, con el objetivo que entrenar con el primer equipo y jugar con el UCAM Murcia CB "B" de la Liga EBA.
El 8 de agosto de 2022, firma por el FC Cartagena Baloncesto de la Liga LEB Plata, cedido por el UCAM Murcia CB.
El 28 de febrero de 2023, el jugador terminaría su contrato con el FC Cartagena Baloncesto y firmaría en calidad de cedido en el CB Benicarló de la Liga LEB Plata por el UCAM Murcia CB hasta el final de la temporada.
El 7 de agosto de 2024, firma por el Fibwi Palma de la Liga LEB Plata.

## Selección nacional
Internacional con España desde la Selección U12 hasta la actualidad. Fue Campeón del Torneo de Íscar Sub-16 en 2016 y 2017 y del Torneo de Bellegarde en 2018. Se proclamó Subcampeón de Europa Sub-16 en Novi Sad en agosto de 2018.